# Le Porte-bonheur
Albums de La Grande Sophie
La Grande Sophie s'agrandit
(1997) Et si c'était moi
(2004)
Le Porte-Bonheur est le deuxième album de La Grande Sophie. Il est sorti en 2001.

## Liste des titres
| 1.    | Martin                                 | 2:55 |
| 2.    | T'es comment ?                         | 3:20 |
| 3.    | La Vie, le Temps, l'Amour              | 3:14 |
| 4.    | Le Porte-bonheur                       | 3:40 |
| 5.    | Sa petite volonté                      | 3:54 |
| 6.    | Comme tu respires                      | 2:29 |
| 7.    | L'amour ça pardonne pas                | 4:06 |
| 8.    | Des choses qui arrivent à tout l'monde | 3:50 |
| 9.    | Chéri                                  | 3:07 |
| 10.   | Une exception                          | 4:03 |
| 11.   | Où que tu ailles                       | 2:45 |
| 12.   | Mon docteur                            | 3:27 |
| 13.   | Des roses rouges                       | 4:22 |
| 14.   | These Boots Are Made for Walking       | 2:42 |
| 15.   | Bye Bye                                | 3:05 |
| 50:59 |                                        |      |